# Tarutinoïta
La tarutinoïta és un mineral de la classe dels sulfurs que pertany al grup de la lillianita.

## Característiques
La tarutinoïta és una sulfosal de fórmula química Ag₃Pb₇Bi₇S₁₉. Va ser aprovada com a espècie vàlida per l'Associació Mineralògica Internacional en el mes d’abril de l'any 2024, i encara resta pendent de publicació. Cristal·litza en el sistema monoclínic.
L'exemplar que va servir per a determinar l'espècie, el que es coneix com a material tipus, es troba conservat a les col·leccions del Museu Mineralògic Fersmann, de l'Acadèmia de Ciències de Rússia, a Moscou (Rússia), amb el número de registre: 6088/1.

## Formació i jaciments
Va ser descoberta al jaciment de Tarutinskoe, situat uns 9,5 km al sud del poble de Tarutino, a l'óblast de Txeliàbinsk (Rússia), sent aquest indret l'únic de tot el planeta on ha estat descrita aquesta espècie mineral.